# Baie de Yalong
La baie de Yalong est une baie de la mer de Chine méridionale, dans l'océan Pacifique. Elle est formée par la côte sud de l'île d'Hainan, en République populaire de Chine.